# Inverness-shire
Inverness-shire (Siorrachd Inbhir Nis in Gaelico) è una delle contee tradizionali della Scozia.
La principale città della contea è Inverness, e comprende anche i centri abitati di Kingussie, Fort William e Mallaig.
L'Inverness-shire confina con il Banffshire e comprende anche diverse isole tra cui North Uist, South Uist e Harris, che fanno parte delle Ebridi Esterne cioè le isole più lontane dalla costa, e Skye e le Piccole isole che sono comprese nelle Ebridi Interne, le isole più vicine alla costa.
Oggi tale contea fa parte dei due livelli amministrativi della Scozia, cioè Highland e Ebridi esterne. Nel 1972, con il trattato dell'Isola di Rockall (Isle of Rockall Act) le piccole isole di Rockall furono formalmente incorporate nella contea di Inverness-shire e andarono a costituire il punto più occidentale del Regno Unito.